# Bommiers
Bommiers ist eine französische Gemeinde mit 320 Einwohnern (Stand: 1. Januar 2022) im Département Indre in der Region Centre-Val de Loire; sie gehört zum Arrondissement Issoudun und zum Kanton La Châtre. Die Einwohner werden Bometzois genannt.

## Geographie
Die Gemeinde Bommiers liegt an der Thonaise, etwa 22 Kilometer östlich von Châteauroux. Umgeben wird Bommiers von den Nachbargemeinden Meunet-Planches im Nordwesten und Norden, Pruniers im Osten, La Berthenoux im Südosten, Saint-Août im Süden und Südwesten sowie Ambrault im Westen.

## Bevölkerungsentwicklung
| Jahr                       | 1962 | 1968 | 1975 | 1982 | 1990 | 1999 | 2006 | 2013 | 2020 |
| Einwohner                  | 411  | 363  | 350  | 283  | 229  | 260  | 278  | 297  | 312  |
| Quellen: Cassini und INSEE |      |      |      |      |      |      |      |      |      |

## Sehenswürdigkeiten
- Kirche Saint-Pierre aus dem 12. Jahrhundert, Umbauten aus dem 18. Jahrhundert, Monument historique seit 1921
- Reste der alten Burg

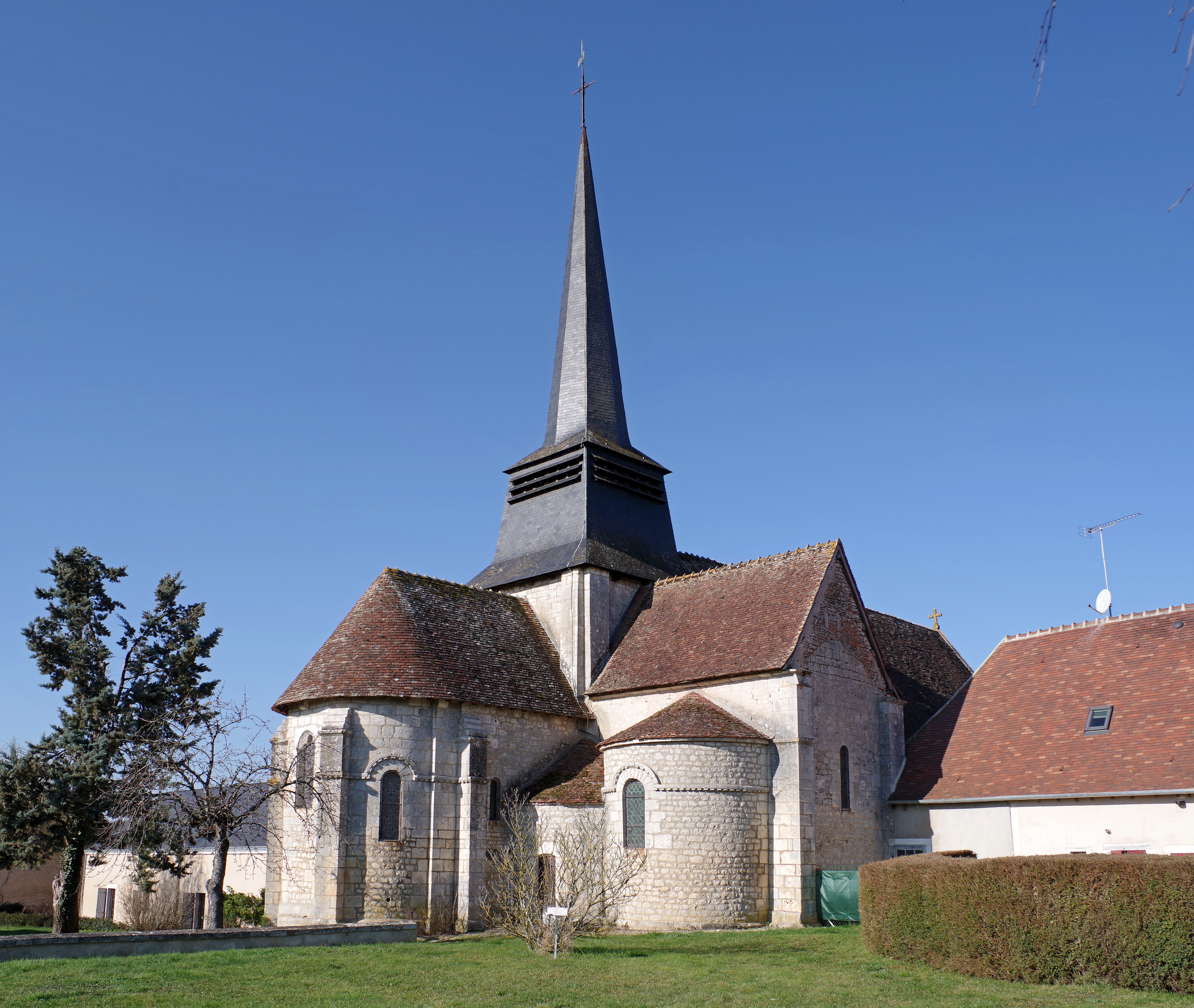
Kirche Saiont-Pierre
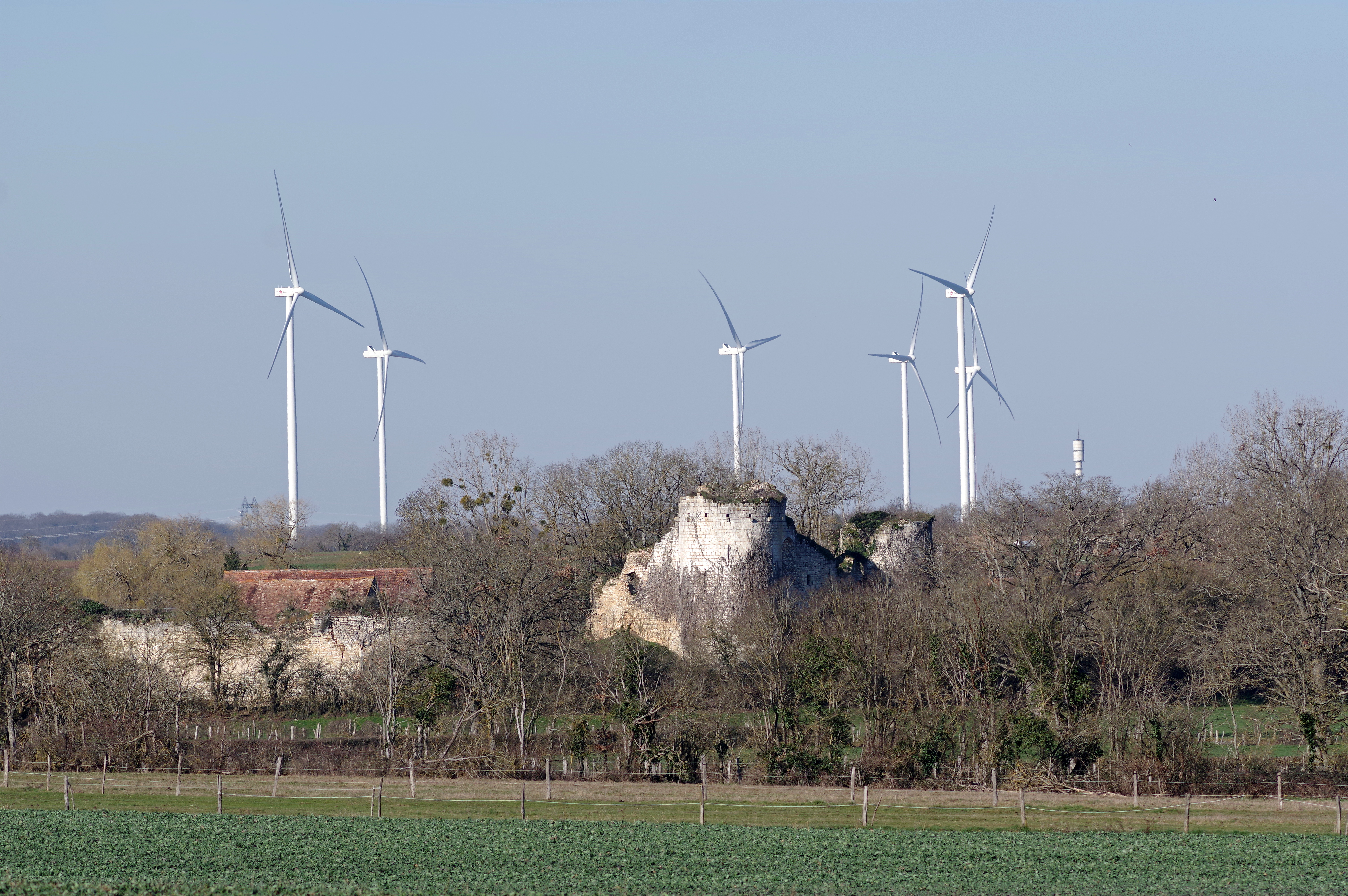
Burgruine

## Persönlichkeiten
- Louis II. de La Trémoille (1460–1525), Feldherr